# Гребля Гувера
Гребля Гу́вера (англ. Hoover Dam, відома також як Boulder Dam) — унікальна гідротехнічна споруда у США, бетонна гребля заввишки 221 м і гідроелектростанція, споруджена в нижній течії р. Колорадо. Розташована в Чорному каньйоні, на кордоні штатів Аризона та Невада, за 48 км на південний схід від Лас-Вегаса; утворює озеро (водосховище) Мід. Названо на честь Герберта Гувера, 31-го президента США, який відіграв важливу роль у її споруджені. Будівництво греблі почалось у 1931 і завершилось у 1936, на два роки раніше запланованого строку.
Гребля знаходиться під управлінням Бюро з розвитку США, підрозділу Департаменту внутрішніх справ США. У 1981 греблю було включено до Національного реєстру історичних місць США. Гребля Гувера є однією з відомих пам'яток на околицях Лас-Вегаса.

## Передісторія будівництва

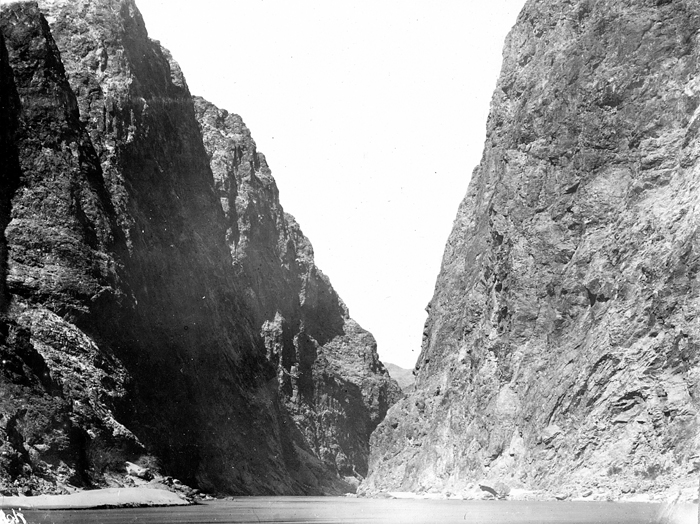
Річка проходить через Боулдер, 1904

До зведення греблі річка Колорадо часто показувала свою бурхливу вдачу, частенько під час танення снігів в Скелястих горах затоплюючи фермерські угіддя, які лежали нижче за течією. Проєктувальники греблі планували, що її зведення допоможе згладити коливання рівня річки. Окрім цього, очікувалося, що водосховище дасть поштовх розвитку зрошуваного землеробства, а також стане джерелом водопостачання Лос-Анджелеса та інших районів Південної Каліфорнії. В той же час, однією з перешкод для здійснення проєкту стали сумніви штатів басейну річки Колорадо в справедливому розподілі водних ресурсів між споживачами. Існували побоювання, що Каліфорнія, з її впливом, фінансовими ресурсами і нестачею води пред'явить права на більшу частину водних ресурсів водосховища.

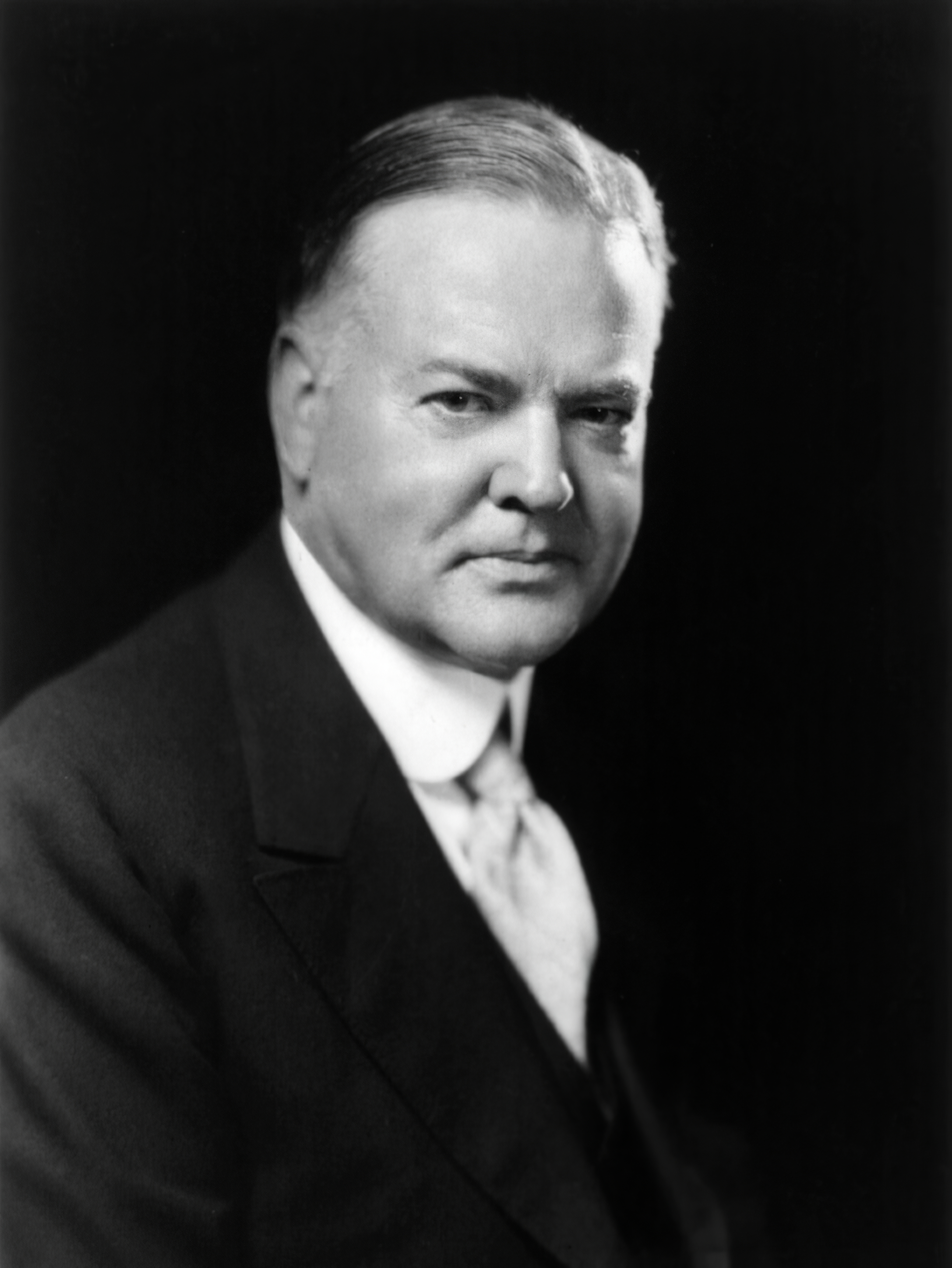
Герберт Гувер

Як результат, у 1922 було створено комісію, що включала по одному представникові від кожного із зацікавлених штатів і одного — від федерального уряду (ним став Герберт Гувер, у той час міністр торгівлі в уряді президента Воррена Гардінга). Результатом діяльності цієї комісії стала підписана 24 листопада 1922 Конвенція річки Колорадо, в якій були закріплені методики розділу водних ресурсів. Підписання цього документа, що отримав назву «Компромісу Гувера», відкрило дорогу до здійснення будівництва греблі.
Спорудження такої масштабної гідротехнічної споруди вимагало залучення значних коштів з державного бюджету. Законопроєкт про виділення фінансування не відразу дістав схвалення Сенату США і Білого дому. Лише 21 грудня 1928 президент Калвін Кулідж підписав білль, що схвалював здійснення проєкту. Первинні асигнування споруджувати греблю було виділено лише в липні 1930, коли президентом став уже Герберт Гувер.
Первинний план передбачав зведення греблі в каньйоні Боулдер (англ. boulder Canyon). Тому, не зважаючи на те, що остаточно було вирішено будувати греблю в Чорному каньйоні, проєкт отримав назву Boulder Canyon Project.

## Будівництво

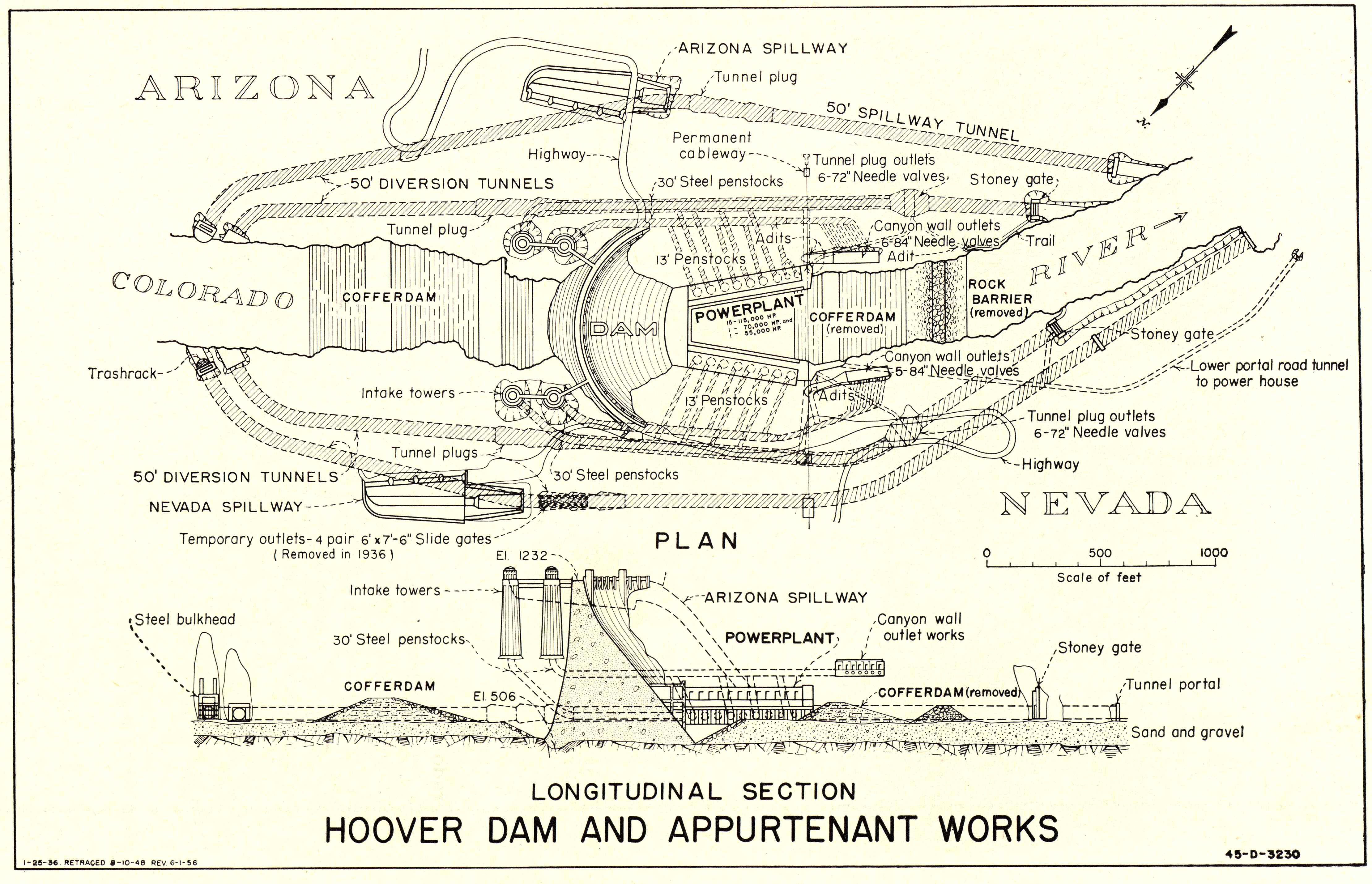
План спорудження греблі

Підряд на будівництво греблі був отриманий консорціумом Six Companies, Inc., спільним підприємством компаній Morrison-knudsen Company (Бойсе, штат Айдахо); Utah Construction Company (Огден, штат Юта); Pacific Bridge Company (Портленд, штат Орегон); Henry J. Kaiser & W. A. Bechtel Company (Окленд, штат Каліфорнія); Macdonald & Kahn Ltd. (Лос-Анджелес) і J. F. Shea Company (Портленд, штат Орегон)
.
Планувалося, що для будівельників поряд з греблею буде зведено ціле містечко — Боулдер-Ситі, проте графік будівництва був скоректований на користь прискорення і збільшення кількості робочих місць (це було зроблено для зниження масового безробіття, яке було наслідком Великої депресії). У зв'язку з цим у момент появи перших робітників місто було ще не готове, і перше літо будівельники греблі провели в тимчасових таборах.
Затримка із здачею житла і небезпечні умови роботи спричинили страйк, що відбулася 8 серпня 1931. Виступ робітників розганяли зброєю і палицями, але темпи будівництва Боулдер-ситі були збільшені, і до весни 1932 робітники переселилися в постійні житла.
Будівництво греблі велося в тяжких умовах. Частина робіт проводилася в тунелях, де робітники страждали від надлишку чадного газу (деякі працівники стали інвалідами або навіть загинули внаслідок цього). Працедавець же оголосив, що дані захворювання — наслідки звичайної пневмонії, і він не несе відповідальність за це.

### Попередні роботи
Будівництво греблі було намічене у вузькому каньйоні на кордоні між Невадою і Аризоною. Для відведення води річки Колорадо убік від місця будівництва були пробурені чотири тунелі діаметром 17,1 м в кам'яних стінах Чорного каньйону. Загальна довжина тунелів склала 4,9 км. Будівництво тунелів почалося в травні 1931.
Оброблення тунелю було виконане з бетону завтовшки 0,9 м, у результаті корисний діаметр водовідводів склав 15,2 м. Після закінчення будівництва тунелі частково були перекриті бетонними «корками», а частково — застосовуються для подачі води до турбін і скидання надлишків води.
Для ізоляції місця будівництва і запобігання можливому затопленню водами річки було споруджено дві дамби-кесона. Зведення верхньої греблі було почате у вересні 1932 не зважаючи на те, що тунелі, що відводили, на той момент не були добудовані.  З метою забезпечення безпеки робіт перед початком спорудження греблі були проведені заходи щодо очищення стін каньйону від вільно лежачих каменів і скель: вони підривалися динамітом і скидалися вниз.

### Зведення бетонної греблі

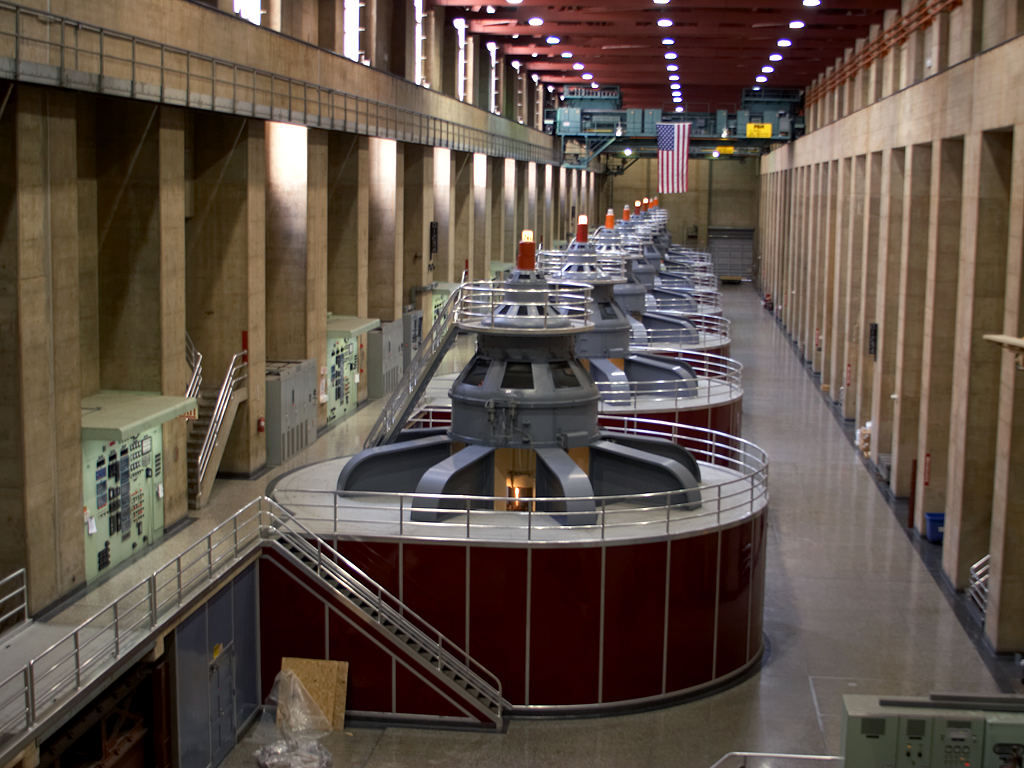
Машинний зал гідроелектростанції

Перший бетон був залитий в основу греблі 6 червня 1933. Оскільки роботи подібного масштабу раніше ніколи не проводилися, ряд технічних рішень, застосованих у процесі будівництва, мали унікальний характер. Однією з проблем, із якою довелося зіткнутися інженерам, стало охолоджування бетону. Замість суцільного моноліта, гребля будувалася як серія взаємозв'язаних колон у формі трапецій — це дозволяло розсіятися зайвому теплу що виділялося при застиганні бетонної суміші. Інженери підрахували, що якби гребля була споруджена як моноліт, для повного охолоджування бетону до навколишніх температур, знадобилося б 125 років. Це могло б призвести до появи тріщин і руйнування дамби. Окрім цього, для прискорення процесу охолодження шарів бетону кожна форма, в яку здійснювалася заливка, містила охолоджувальну систему, з дюймових металевих труб, в які поступала річкова вода.

### Електростанція
Розробка котловану для споруджень гідроелектростанції була проведена одночасно з риттям котловану для підстави греблі. Земляні роботи для «U»-видної споруди, яка лежала біля підніжжя греблі, були закінчені в кінці 1933, а перший бетон в будівлю електростанції залитий в листопаді того ж року.
Першу електроенергію було вироблено генератором станції 26 жовтня 1936. У 1961 в ході модернізації станції були пущені додаткові генератори. На сьогоднішній день електрику на станції виробляють 17 генераторів максимальною потужністю 2074 МВт.
Електростанція відіграє найважливішу роль у підтримці балансу енергоспоживання на Заході США. Коректування навантаження на генератори залежить від енергоспоживання, регульованого розподільною станцією в Фінікс (Аризона, за 500 км від Греблі Гувера) і здійснюється кожні дві секунди. До 1991 використовувалася система з ручним управлінням; згодом була проведена комп'ютеризація системи.

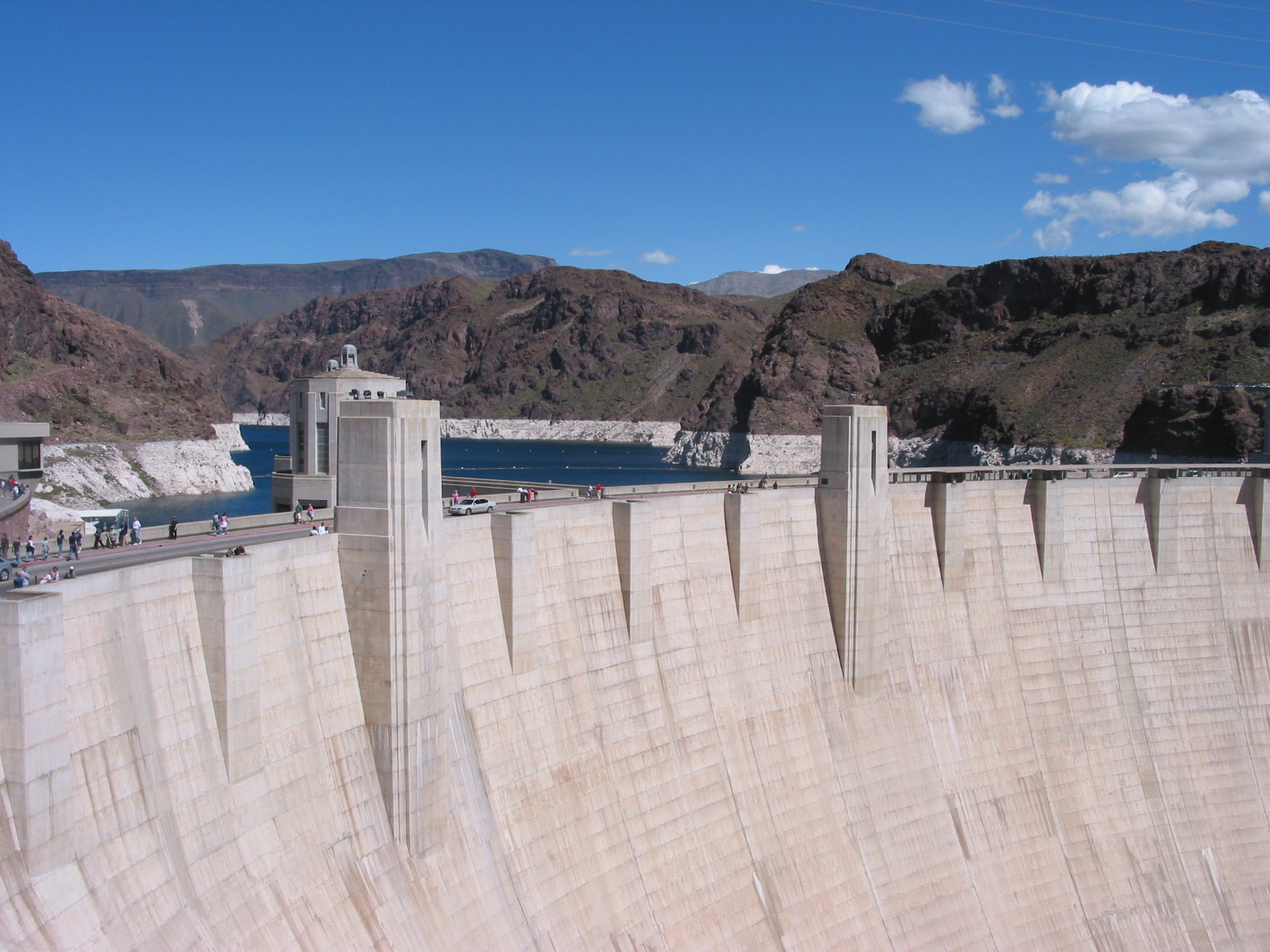
Вигляд на греблю

### Архітектурне рішення
Первинний проєкт передбачав досить просте архітектурне вирішення греблі і будівлі гідроелектростанції. Передбачалося, що зовнішня сторона греблі буде звичайною стіною, що зверху обрамована балюстрадою, виконаною в неоготичному стилі. Будівля ж електростанції не повинна була відрізнятися від звичайного фабричного цеху.
Запропонований проєкт критикувався багатьма сучасниками за свою надмірну простоту, що не відповідала, на їх думку, епохальному характеру споруди. У результаті для переробки проєкту був запрошений лос-анджелесський архітектор Гордон Кауфман (автор проєкту будівлі редакції газети Los Angeles Times). Кауфману удалося переробити проєкт, виконавши екстер'єр споруд в традиціях стилю Арт Деко.
Верхня частина греблі прикрашена башточками, що виростають з самої греблі. На водоскидних баштах розміщений годинник, одні з них показують Гірський час (Аризона), а інші — Північноамериканський тихоокеанський час (Невада).

## Транспортне значення
По греблі проходить шосе № 93 (Route 93), яке пролягає в меридіональному напрямі і зв'язує штат Аризона з канадським кордоном. Частина шосе, що прилягає до греблі, не відповідає значенню магістралі і обсягу трафіку. Дорога має лише по одній смузі в кожному напрямку, серпантин, що спускається до греблі, включає декілька крутих і вузьких поворотів, а також місць з поганим оглядом; дорога схильна до зсувів ґрунту.
Транспортна ситуація змінилася після відкриття автомобільного мосту через річку Колораду у 2010 році. Його названо на честь Майка О'Калагана (23-го губернатора штату Невада) і Пета Тілмена (екс-футболіста, який загинув у Афганістані)..

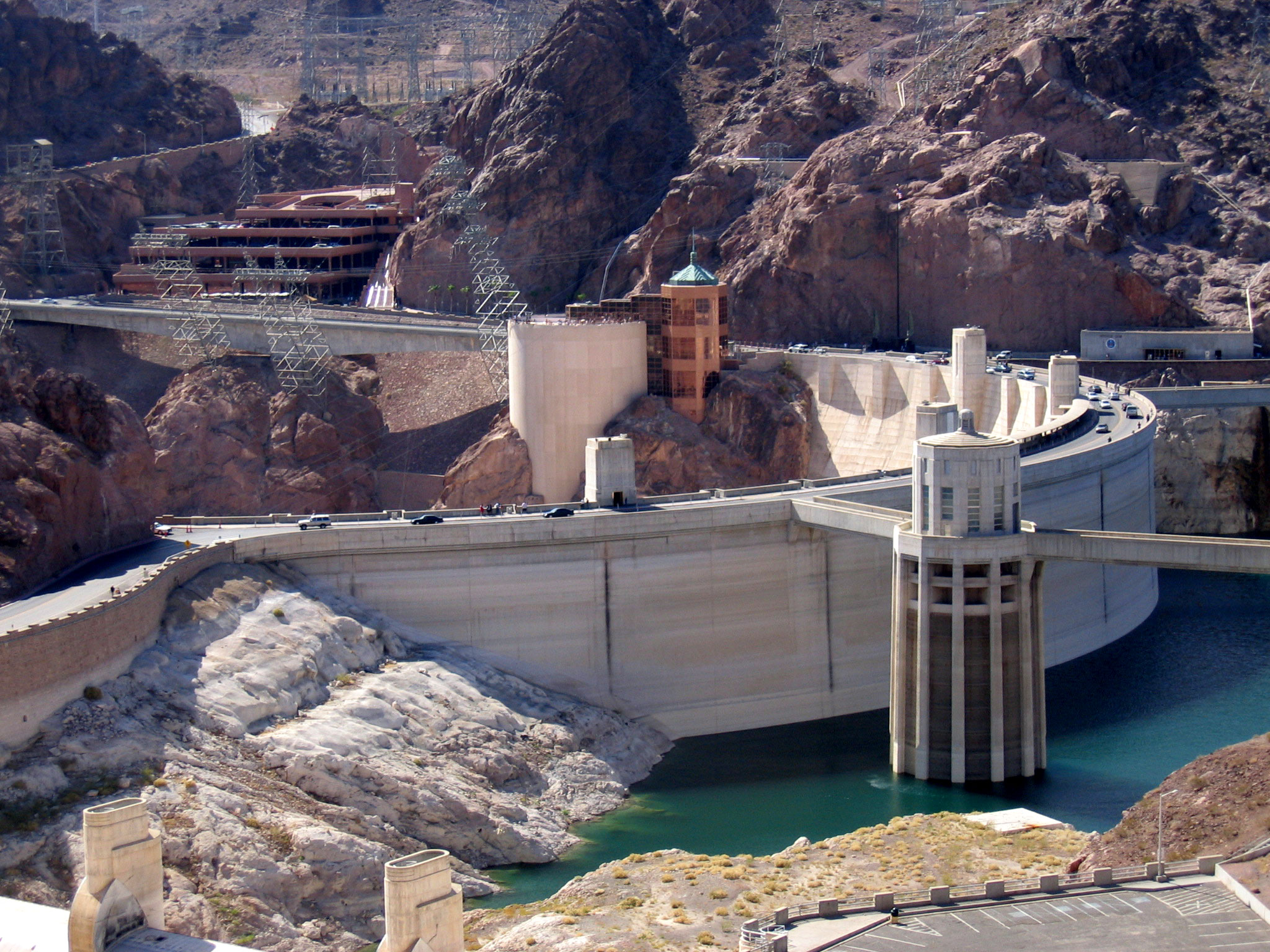
Вигляд на греблю; видно башти водоспуску і щогли ліній ЛЕП

Після терористичної атаки 11 вересня 2001 рух автотранспорту через греблю був обмежений. Ряд типів машин з метою виключення провезення вибухівки піддаються перед проїздом обов'язковому догляду, інші оглядаються періодично; для автопоїздів (фур) проїзд і зовсім заборонений (вони прямують в об'їзд через міст в місті Лафлін, штат Невада). Усе це підштовхнуло реалізацію проєкту будівництва моста через каньйон.

## Електропостачання
Трансформаторна станція ГЕС розташована на дні каньйону; у зв'язку з цим лінії електропередач, що розходяться від станції, довелося у ряді випадків зводити з використанням похилих щогл (фото[недоступне посилання з квітня 2019]). Відповідно до даних United States Bureau of Reclamation, електроенергія, що виробляється станцією, розподіляється так:
| Регіон                      | Частка, % |
| --------------------------- | --------- |
| штат Аризона                | 18,95     |
| штат Невада                 | 25,14     |
| Лос-Анджелес                | 15,42     |
| решта споживачів Каліфорнії | 40,49     |

### Статистика
- Будівництво греблі продовжувалося з 20 квітня 1931 по 1 березня 1936.
- Вартість будівництва — $49 млн ($676 млн в нинішньому масштабі цін).
- За час будівництва загинуло 96 людей[8].
- Висота греблі — 221,4 м (друга за висотою в США).
- Довжина греблі — 379,2 м.
- Ширина греблі — 200 м  в основі, 15 м у верхній частині.
- На будівництво греблі було витрачено 3,33 млн м³ бетону.
- Максимальна електрична потужність електростанції — 2074 МВт.
- Автомобільним транспортом через греблю щодня перевозиться від 13 до 16 тис. осіб (за даними Federal Highway Administration).
- Площа водосховища — 639 км², обсяг води — 35,2 км³[9].

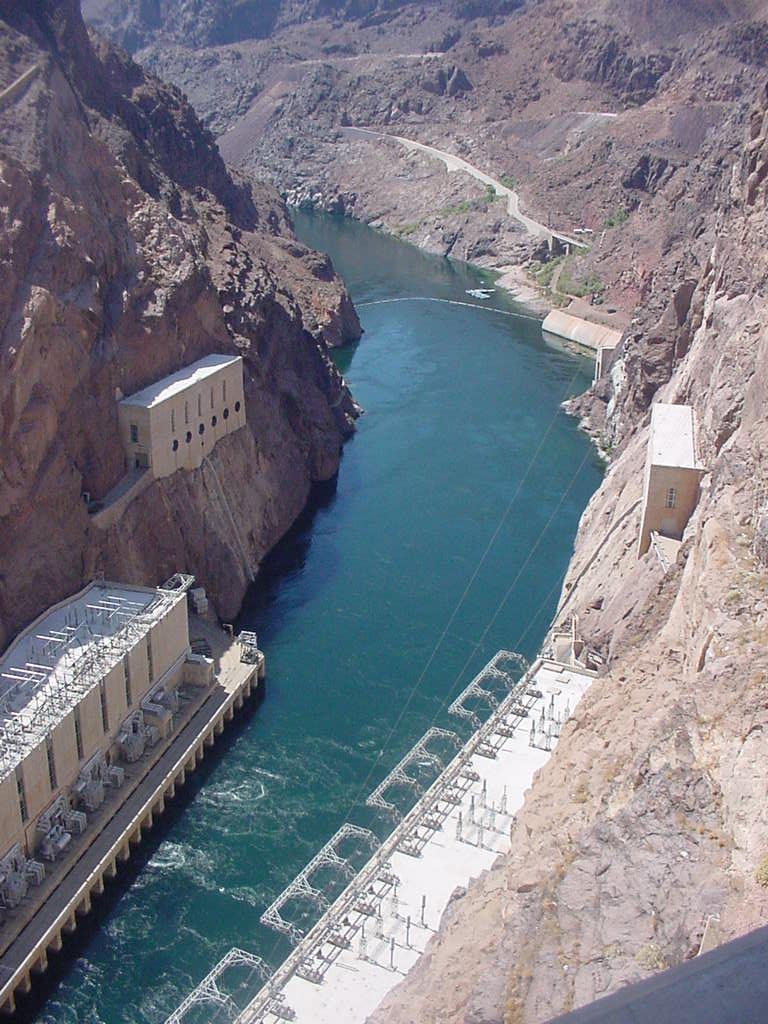
Вигляд із дамби вниз, на споруди електростанції

## Назва греблі
Гребля спочатку повинна була будуватися в каньйоні Боулдер, тому, не зважаючи на те, що по факту будівництво почалося в Чорному каньйоні, спочатку в офіційних документах найменовувалася «гребля Боулдер». Але вже на офіційній церемонії відкриття будівництва секретар Департаменту внутрішніх справ США Рей Вілбур оголосив, що гребля отримає назву Гувера на честь діючого президента США.
Цією заявою Вілбур продовжив традицію присвоєння найбільшим греблям США імен президентів, що перебувають при владі в період їх зведення (як, наприклад, гребля Вільсона або гребля Куліджа). Конгрес США 14 лютого 1931 затвердив офіційну назву «Гребля Гувера». Пізніше греблю було перейменовано.
У 1947, через два роки після смерті Рузвельта, каліфорнійський конгресмен Джек Андерсон ухвалив проєкт рішення про повернення греблі імені Гувера. 30 квітня відповідний законопроєкт, схвалений Сенатом, був підписаний президентом; з тих пір гребля носить своє сучасне ім'я.

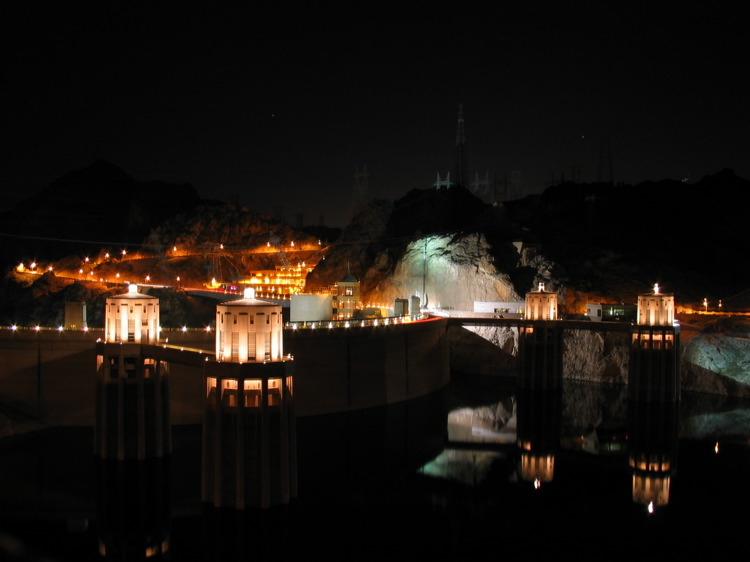
Гребля Гувера вночі

## Цікаві факти
- У містечку будівельників греблі — Боулдер Сіті — на час будівництва були заборонені проституція, азартні ігри і продаж алкоголю. Заборона на продаж спиртного в місті зберігалася до 1969, а заборона на гральний бізнес залишається досі (це єдине таке місто в штаті Невада).
- Будівництво греблі Гувера стало першим будівництвом, будівельниками якого використовувалися захисні каски.
- До цього дня на місцевості довкола водосховища Мід видно слід верхнього рівня води, досягнутого в 1983. Причиною настільки істотного підвищення рівня стала незвично висока кількість опадів, що випала в західній частині США як результат дії ефекту Ель-Ніньйо.
- Процес твердіння бетону, з якого побудована гребля, не завершений по сьогодні.[10]
- Першою людиною, що загинула на будівництві греблі, був топограф Дж. Тірні, що потонув у Колорадо в грудні 1922 в процесі пошуку найкращого місця для будівництва. За збігом обставин, останньою жертвою будівництва став його син Патрік Тірні, який загинув тринадцять років опісля, впавши з однієї із водоскидних башт.[11]

## Гребля Гувера в медіа
- Будівництву греблі була присвячена одна з серій телесеріалу «Сім чудес індустріального світу», випущеного компанією BBC в 2003 році.
- Уявна катастрофа на Гуверовській греблі стала сюжетом для однієї з серій мінісеріалу «10.5: Apocalypse», випущеного в 2006 році компаніями NBC і USA Network. Згідно зі сценарієм, ґрунтові води нібито призвели до переповнення водосховища, що спричинило перелив води через греблю і її руйнування.
- Гребля Гувера представлена як одне з чудес світу в стратегічній комп'ютерній грі Civilization і зберігалася в її подальших версіях аж до Civilization IV, в якій вона була замінена на ГЕС «Три ущелини» («Санься»).
- Гребля Гувера представлена також в грі Grand Theft Auto: San Andreas поблизу міста Las Venturas. А одне із завдань в грі присвячено проникненню в машинний зал греблі і відключенню міста від електрики.
- Гребля Гувера представлена також в грі Fallout: New Vegas де фігурує як головний об'єкт всієї гри (гравцю в кінці доведеться вибирати якій зі сторін допомогти її захопити).
- Гребля Гувера фігурує у фантастичному художньому фільмі «Трансформери» (2007 рік) Майкла Бея.
- Гребля Гувера в науково-популярному фільмі Життя після людей є одним з останніх уламків людської цивілізації, який збережеться протягом 10 000 років після зникнення людей.